# Station Tarnów Mościce
Station Tarnów Mościce is een spoorwegstation in de Poolse plaats Tarnów.